# رياض ريبيرو
رياض ريبيرو (بالبرتغالية: Riad Garcia Pires Ribeiro) (2 أكتوبر 1981 بريو دي جانيرو في البرازيل - ) هو لاعب كرة طائرة برازيلي في مركز وسط ‏.

## وصلات خارجية
- رياض ريبيرو على موقع الاتحاد الأوروبي (الإنجليزية)
- رياض ريبيرو على موقع عالم الكرة الطائرة (الإنجليزية)
- رياض ريبيرو على موقع دوري الدرجة الأولى الإيطالي للكرة الطائرة - رجال (الإيطالية)